# 건강 2.0
건강 2.0(Health 2.0)은 넓은 웹 2.0 운동을 미러링한 의료 기술의 일부로, 2000년대 중반에 도입된 용어이다. 월드 와이드 웹의 출현 이후 1990년대 중반 e헬스의 도입과 함께 의료 서비스는 변화의 가능성이 싹트기 시작했다. 인터넷을 통해 자기 출판 및 통신에 대한 도구를 사용하기 쉬워고, 2000대 중반 이후 이러한 도구를 이용하여 환자, 임상의사 및 의료 사서로부터 보건과 의료 목적으로 인터넷을 활용 및 언론의 관심의 홍수가 생겨났다.
건강 2.0의 초기 예는 건강 관리를 개인화하고, 협력 및 보건교육의 촉진을 하기 위해 네트워크의 힘 협력 및 오픈 소스와 사용자가 콘텐츠의 생성의 원리를 사용하여 의사, 환자와 과학자를 포함하여 건강관리를 위해 웹툴(블로그, 팟 캐스트, 태그, 검색, 위키, 온라인 커뮤니티, 이메일 목록 - 서비스, 동영상, 트위터 등)의 특정 세트를 사용한 것이다.
건강에서 자신의 "2.0"이라는 용어는 일반적으로 건강 관리에 대한,특별히 공중보건을 개선하는 관점에서의 해당 응용 프로그램이라는 것이다.
현재의 사용.
"2.0"이라는 호칭은 원래 소셜 네트워킹, 협업, 개방성, 참여 같은 개념과 연관되기에, 여러장치에서 그들의 연관 응용 프로그램 및 SAAS와 클라우드 기반 기술의 역할을 의미하는 것으로 변경되었다.
건강 2.0은 건강 관리에 일반적으로 임상 및 행정 워크 플로우의 많은 부분으로 통합된 것을 설명한다. 2014년 기준으로 이 정의에 일치하는 제품과 서비스를 제공하는 회사가 약 3000개 정도 있고, 이 분야에 2013년 23 억 달러를 초과하는 분야에서 벤처 캐피탈 자금이 투입되었다.

## 정의와 포함내용
Health 2.0은 최근에 자주나오는 Web 1.0, Web 2.0과 비슷하다. Web 1.0은 정보제공측에서 주는 자료만 읽어보는 시대에서 Web 2.0은 쌍방향 정보 공유 내지는 개인이 정보를 정리해서 올리는 블로그등의 시대다.
Health 1.0도 병원에서 촬영/측정한 의료 정보가 병원내에만 있는데, Health 2.0 시대에는 의료정보가 병원 외부에서 개인이 활용하는 시대다. 이를 구현화는 하나의 방법으로 Mobile health가 있다.
Mobile의 강점: 언제 어디서나 정보를 검색할 수 있고, 나의 정보를 올려 관리할 수 있다.

## 건강 시스템의 확장된 정의
2000년대 후반에 몇몇 논평자들은 환자 개개인과 임상의사 간의 참여 과정을 추구하는 시스템 개혁의 더 넓은 개념에 대한 별명으로 Health 2.0을 사용했다. "모든 구성원 (환자, 의사, 제공자 및 지불자) 건강 관리 가치 (결과 / 가격)에 중점을두고 건강 관리의 안전성, 효율성 및 품질을 개선하기위한 촉매제로 전체 치료주기 동안의 건강 상태 수준에서의 경쟁을 이용한다."
건강(Health) 2.0은 ICT 사용을 통해 (환자) 경험을 가진 건강 데이터와 건강 정보의 결합을 정의하여 일반인이 자신의 건강 및 진료 경로에서 적극적이고 책임감있는 파트너가 될 수 있도록 한다.
건강 2.0은 참여하는 건강 관리이다. 우리가 수집하거나 창조하는 정보, 소프트웨어 및 지역 사회에 의해 가능하게 되면, 우리는 환자가 우리 자신의 건강 관리에서 효과적인 파트너가 될 수 있으며, 우리는 사람들이 건강 시스템 자체를 재 형성하는 데 참여할 수 있다
의학(Medicine) 2.0의 정의는 매우 유사하지만 일반적으로보다 과학적이고 연구적인 측면을 포함한다. 의학 2.0: "의학 2.0 응용 프로그램, 서비스 및 도구는 건강 관리 소비자, 간병인, 환자, 건강 전문가 및 생물 의학 연구자를위한 웹 기반 서비스로, 웹 2.0 기술과 시맨틱 웹 및 가상 현실 도구를 사용하여 소셜 네트워킹, 참여, apomediation, 협업 및 이러한 사용자 그룹 간의 개방성을 활성화하고 촉진한다.

## 같이 보기
- 스마트 헬스케어